# قيسارية (غرناطة)

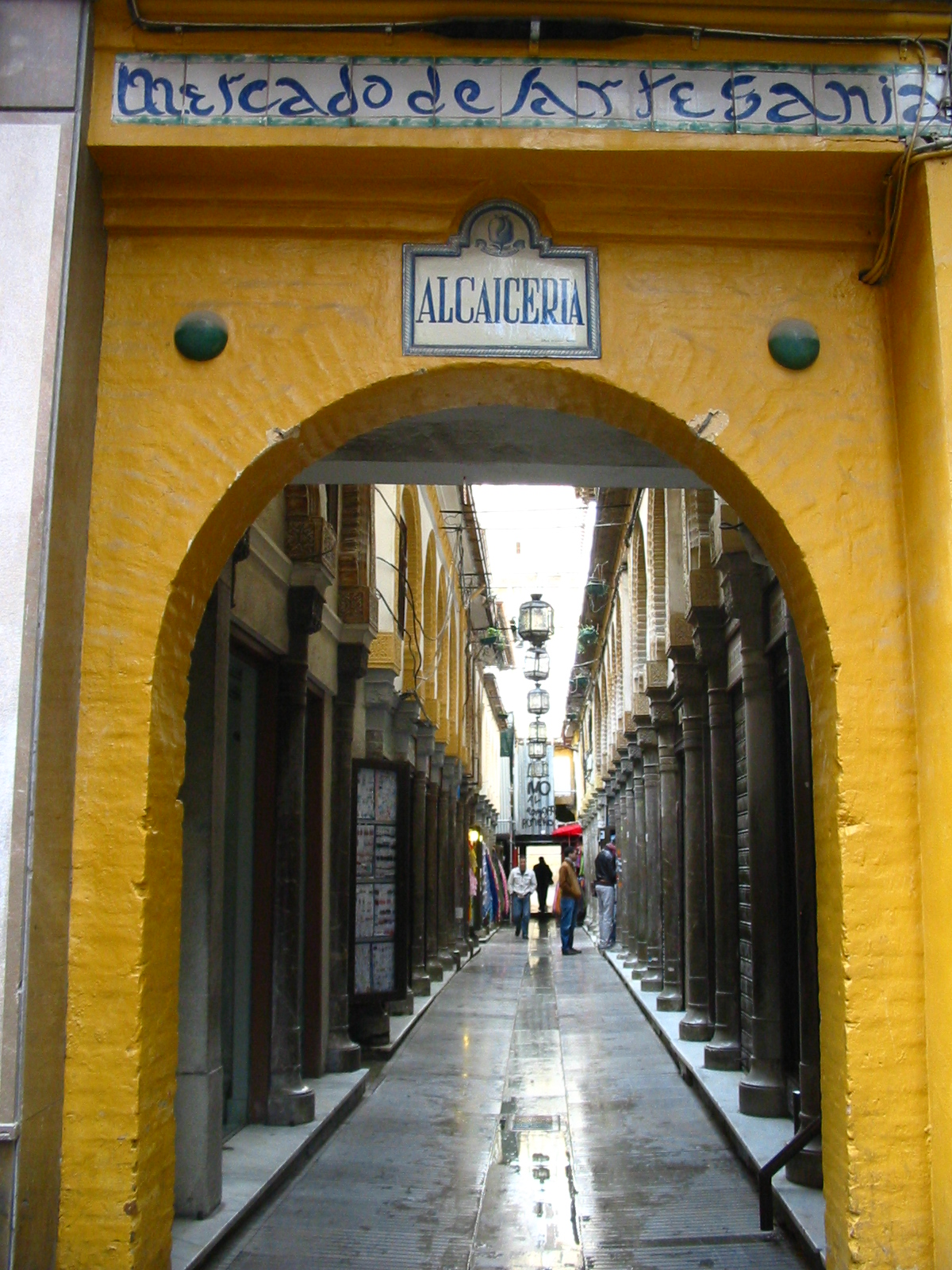

القيسارية أو سوق الحرير (بالإسبانية: Alcaiceria)‏ هي كلمة مُشتقة من الكلمة العربية «القيصر»، وتُنسب إلى القيصر جستنيان، الذي منح العرب حق تجارة الحرير في القدم، وتوارثته الأجيال في الأندلس والمغرب. تقع القيسارية في قلب غرناطة، وينتشر بها الأسواق والمتاجر والحمامات.